# Lodger (Band)
Lodger ist eine finnische Indie-Band, die 2002 von Teemu Merilä gegründet wurde. Sie ist vor allem durch ihre Flash-Musikvideos zu I love Death und Doorsteps bekannt geworden.

## Bandgeschichte
Durch die Produktion der Videos als Flash-Format, haben sich diese im Internet weit verbreitet und zur Bekanntheit der Band außerhalb Finnland wesentlich beigetragen.
Das Debütalbum Hi-Fi high lights down low war sogar das meistverkaufte Album 2004 der Stupido Shops. Ihr zweites Album How Vulgar sollte zunächst im Oktober 2007 veröffentlicht werden, erschien dann jedoch ein gutes halbes Jahr früher am 14. März 2007.
Das dritte Album Honeymoon is over ist im Herbst 2008 erschienen.

## Diskografie
- Hi-Fi High Lights Down Low (2004; Neuauflage 2005)
- How Vulgar (2007)
- Honeymoon Is Over (2008)
- Low Blue Flame (2013)